# Käppalaverket

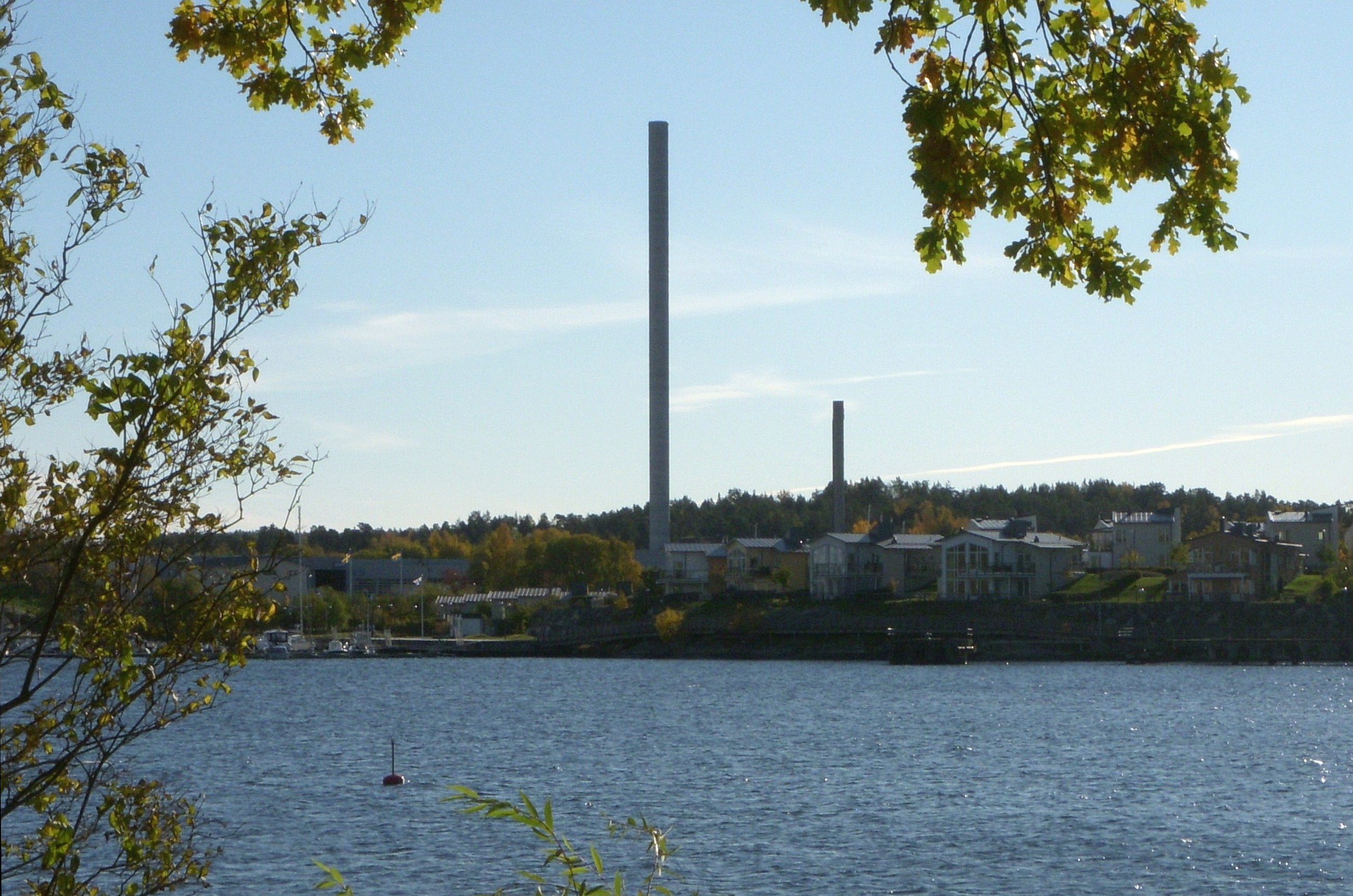
Käppalaverkets höga skorsten har blivit ett välkänt inslag i Lidingös stadslandskap.

Käppalaverket är ett avloppsreningsverk i kommundelen Käppala på sydöstra Lidingö, som invigdes 1969 och drivs av Käppalaförbundet. Käppalaverket anses idag vara ett av världens effektivaste reningsverk.

## Historik
År 1957 bildades Käppalaförbundet för att rena avloppsvattnet från nio kommuner norr och öster om Stockholm. Numera (2015) ingår elva medlemskommuner i förbundet. Under åren 1958 till 1969 uppfördes reningsverket Käppalaverket på sydöstra Lidingö med tillhörande avloppstunnlar och pumpstationer. Mellan åren 1994 och 2000 byggdes verket ut, vilket innebar att den befintliga anläggningen moderniserades och anpassades för att klara kommande reningskrav och en förväntad befolkningsökning fram till år 2020. Den 26 april 2000 återinvigdes Käppalaverket av konung Carl XVI Gustaf.

## Om verket

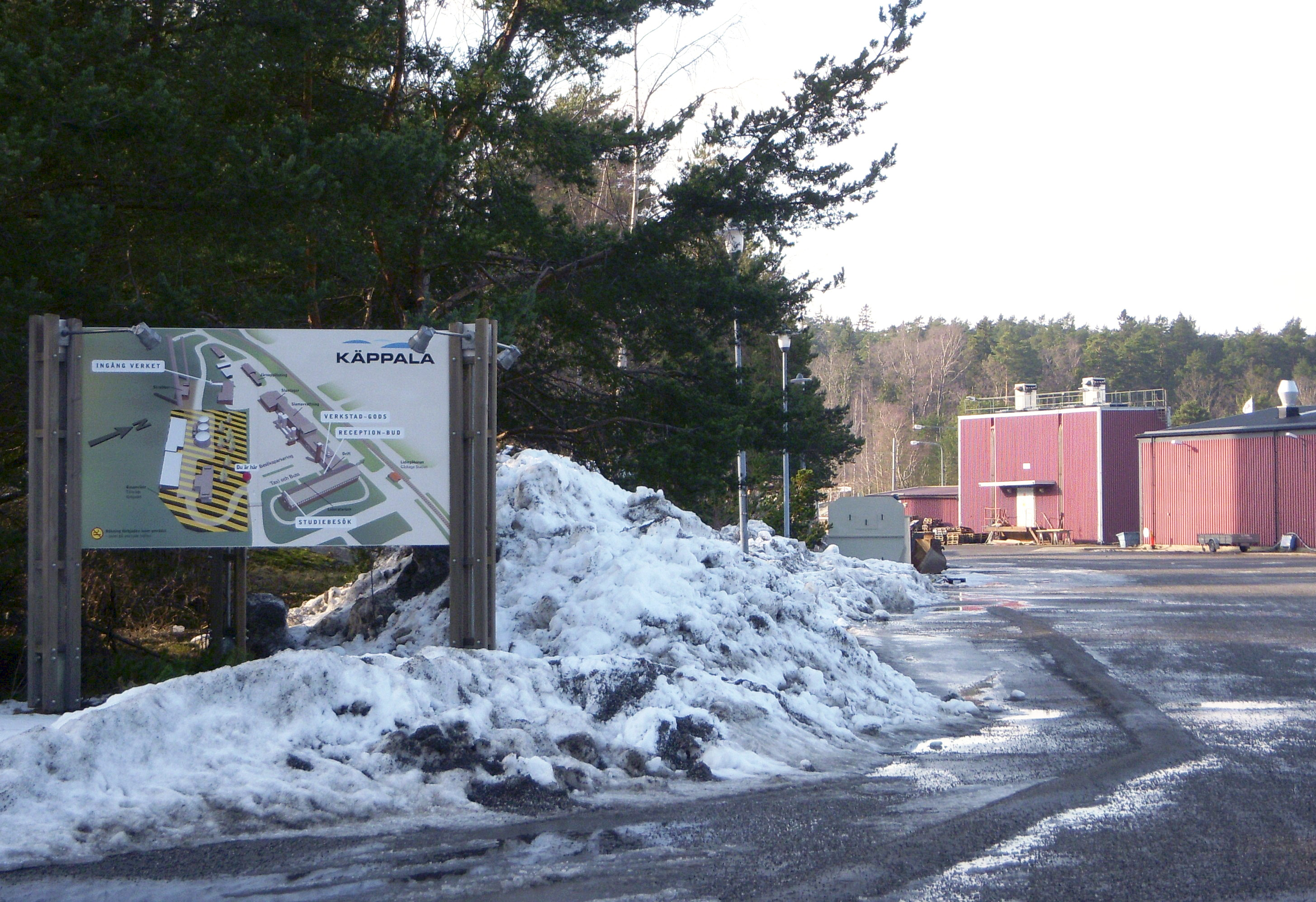
Infart till Käppalaverket i mars 2009

Käppalaverkets avloppsreningsanläggning är huvudsakligen inrymd i ett bergrum, ovan jord finns anläggningar för bland annat slambehandling, luftrening, verkstäder och kontor. Det inkommande avloppsvattnet pumpas cirka 20 meter upp till silhallen, där genomgår det sandavskiljning, försedimentering, biologisk rening, eftersedimentering och slutligen filtrering, innan det släpps ut till Saltsjön.
På Käppalaverket renas avloppsvatten från tio av tolv medlemskommuner samt från delar av Järfälla kommun. Från och med år 2009 kommer även avloppsvattnet från Värmdö kommun renas på verket. För att klara det tekniskt har ett 60 km långt tunnelsystem anlagts som leder avloppsvattnet ända från Märsta till Käppalaverket på Lidingö. Vattnet rinner med självfall och pumpas till högre nivåer på tre ställen längs tunneln. Käppalaverket renar avloppsvatten från motsvarande ungefär 520 000 personer och den behandlade avloppsvattenmängden var 51,1 miljoner m3 (båda uppgifter gäller år 2007).